# 戴思恭 (1872年)
戴思恭（1872年—1958年），字伯行，一字伯寅，号敬庵，江苏省嘉定县（治所在今上海市嘉定区）人。
清朝廪生。戴思恭曾任嘉定启北学堂校长，嘉定禁烟局总董，上海约翰学堂国文教员。辛亥革命后，被推为嘉定军政分府副民政部长。民国元年（1912年）和民国7年（1918年）两次当选为江苏省议会议员。其间，创办启良学校，自任校长。民国9年（1920年）任嘉定教育会会长，曾发起整修嘉定秋霞圃。民国10年（1921年）当选为县众议院议员。民国11年（1922年）被推选为嘉定城市总董。民国十三年（1924）戴思恭募款重修法华塔，1953年，被上海市人民政府聘任为上海文史馆馆员。